# Jill Kintner
Jill Kintner, née le 24 octobre 1981 à Burien, est une coureuse cycliste américaine. Spécialiste du 4-cross en VTT, elle a été trois fois championne du monde de cette discipline et deux fois lauréate de la coupe du monde. Elle a entamé une carrière en BMX et a pris la médaille de bronze lors des Jeux olympiques de 2008 à Pékin.

## Palmarès en VTT

### Championnats du monde
- 4-cross
  -  Championne du monde en 2005, 2006 et 2007
  -   Médaillée d'argent en 2004 et 2009
  -   Médaillée de bronze en 2003

### Coupe du monde
- Coupe du monde de 4-cross (2)
  - 8e en 2003
  - 3e en 2004
  - 1re en 2005 (6 manches)
  - 1re en 2006 (4 manches)
  - 2e en 2007 (2 manches)
  - 3e en 2009 (2 manches)

- Coupe du monde de descente
  - 9e en 2011
  - 8e en 2013
  - 7e en 2014
  - 20e en 2015

### Championnats des États-Unis
- Championne des États-Unis de descente : 2010, 2011, 2013, 2014, 2015, 2016, 2017 et 2019

## Palmarès en BMX

### Jeux olympiques
- Pékin 2008
  -  Médaillée de bronze